# Campeonato Europeo de Voleibol Masculino de 2009
El XXVI Campeonato Europeo de Voleibol Masculino se celebró en Turquía entre el 3 y el 13 de septiembre de 2009 bajo la organización de la Federación Internacional de Voleibol (FIVB) y la Federación Turca de Voleibol. El título fue para la selección de Polonia que consiguió de esa manera el primer título de su historia.

## Clasificación
- Anfitrión
  -  Turquía
- Directamente tras el Campeonato Europeo de Voleibol Masculino de 2007.
  -  España
  -  Rusia
  -  Serbia
  -  Finlandia
  -  Alemania
  -  Italia
- Tras un torneo de clasificación
  -  Eslovaquia
  -  Países Bajos
  -  Francia
  -  Grecia
  -  Bulgaria
  -  Estonia
- Tras un torneo adicional de clasificación
  -  República Checa
  -  Eslovenia
  -  Polonia

## Sedes
| Grupo                 | Ciudad   | Instalación                 | Capacidad |
| --------------------- | -------- | --------------------------- | --------- |
| A, C, E y ronda final | İzmir    | İzmir Halkapınar Sport Hall | 10 000    |
| B, D y F              | Estambul | Abdi İpekçi Arena           | 12 500    |

## Grupos
| Grupo A  | Grupo B      | Grupo C    | Grupo D         |
| -------- | ------------ | ---------- | --------------- |
| Alemania | Estonia      | Grecia     | Bulgaria        |
| Francia  | Finlandia    | Eslovenia  | Italia          |
| Polonia  | Países Bajos | Eslovaquia | República Checa |
| Turquía  | Rusia        | España     | Serbia          |

## Primera fase

### Grupo A
| Equipo   | J | G | P | SG | SP | DS | PTS |
| -------- | - | - | - | -- | -- | -- | --- |
| Polonia  | 3 | 3 | 0 | 9  | 2  | +7 | 6   |
| Francia  | 3 | 2 | 1 | 7  | 4  | +3 | 5   |
| Alemania | 3 | 1 | 1 | 5  | 8  | -3 | 4   |
| Turquía  | 3 | 0 | 0 | 2  | 9  | -7 | 3   |

| Fecha | Hora² | Partido¹ | Partido¹ | Partido¹ | Resultado |
| ----- | ----- | -------- | -------- | -------- | --------- |
| 03.09 |       | Polonia  | -        | Francia  | 3-1       |
| 03.09 |       | Alemania | -        | Turquía  | 3-2       |
| 04.09 |       | Polonia  | -        | Alemania | 3-1       |
| 05.09 |       | Francia  | -        | Alemania | 3-1       |
| 05.09 |       | Turquía  | -        | Polonia  | 0-3       |
| 06.09 |       | Turquía  | -        | Francia  | 0-3       |

### Grupo B
| Equipo       | J | G | P | SG | SP | DS | PTS |
| ------------ | - | - | - | -- | -- | -- | --- |
| Rusia        | 3 | 3 | 0 | 9  | 3  | +6 | 6   |
| Países Bajos | 3 | 2 | 1 | 8  | 6  | +3 | 5   |
| Finlandia    | 3 | 1 | 1 | 5  | 6  | -1 | 4   |
| Estonia      | 3 | 0 | 0 | 2  | 9  | -7 | 3   |

| Fecha | Hora² | Partido¹     | Partido¹ | Partido¹     | Resultado |
| ----- | ----- | ------------ | -------- | ------------ | --------- |
| 03.09 |       | Estonia      | -        | Rusia        | 1-3       |
| 03.09 |       | Países Bajos | -        | Finlandia    | 3-2       |
| 04.09 |       | Países Bajos | -        | Estonia      | 3-1       |
| 05.09 |       | Rusia        | -        | Países Bajos | 3-2       |
| 05.09 |       | Finlandia    | -        | Estonia      | 3-0       |
| 06.09 |       | Rusia        | -        | Finlandia    | 3-0       |

### Grupo C
| Equipo     | J | G | P | SG | SP | DS | PTS |
| ---------- | - | - | - | -- | -- | -- | --- |
| Grecia     | 3 | 3 | 0 | 9  | 3  | +6 | 6   |
| España     | 3 | 2 | 1 | 6  | 5  | +1 | 5   |
| Eslovaquia | 3 | 1 | 1 | 7  | 6  | +1 | 4   |
| Eslovenia  | 3 | 0 | 0 | 1  | 9  | -8 | 3   |

- Resultados

| Fecha | Hora² | Partido¹   | Partido¹ | Partido¹   | Resultado |
| ----- | ----- | ---------- | -------- | ---------- | --------- |
| 03.09 |       | España     | -        | Eslovenia  | 3-0       |
| 04.09 |       | Grecia     | -        | España     | 3-0       |
| 04.09 |       | Eslovenia  | -        | Eslovaquia | 0-3       |
| 05.09 |       | Eslovaquia | -        | Grecia     | 2-3       |
| 06.09 |       | Eslovenia  | -        | Grecia     | 1-3       |
| 06.09 |       | Eslovaquia | -        | España     | 2-3       |

### Grupo D
| Equipo          | J | G | P | SG | SP | DS | PTS |
| --------------- | - | - | - | -- | -- | -- | --- |
| Bulgaria        | 3 | 3 | 0 | 9  | 3  | +6 | 6   |
| Serbia          | 3 | 2 | 1 | 8  | 4  | +4 | 5   |
| Italia          | 3 | 1 | 1 | 4  | 6  | -2 | 4   |
| República Checa | 3 | 0 | 0 | 1  | 9  | -8 | 3   |

- Resultados

| Fecha | Hora² | Partido¹        | Partido¹ | Partido¹        | Resultado |
| ----- | ----- | --------------- | -------- | --------------- | --------- |
| 03.09 |       | Bulgaria        | -        | Serbia          | 3-2       |
| 04.09 |       | Italia          | -        | Bulgaria        | 0-3       |
| 04.09 |       | Serbia          | -        | República Checa | 3-0       |
| 05.09 |       | República Checa | -        | Italia          | 0-3       |
| 06.09 |       | Serbia          | -        | Italia          | 3-1       |
| 06.09 |       | República Checa | -        | Bulgaria        | 1-3       |

## Segunda fase
Clasifican los tres mejores equipos de cada grupo y se distribuyen en dos grupo, el E con los tres primeros de los grupos A y C y el F con los tres primeros de los grupos B y D. Cada equipo inicia esta segunda fase con los puntos que consiguieron en la primera fase, exceptuando los puntos obtenidos en el partido con el equipo eliminado.

### Grupo E
| Equipo     | J | G | P | SG | SP | DS | PTS |
| ---------- | - | - | - | -- | -- | -- | --- |
| Polonia    | 5 | 5 | 0 | 15 | 6  | +9 | 10  |
| Francia    | 5 | 4 | 1 | 13 | 7  | +6 | 9   |
| Alemania   | 5 | 3 | 2 | 11 | 9  | +2 | 8   |
| Grecia     | 5 | 2 | 3 | 8  | 11 | -3 | 7   |
| España     | 5 | 1 | 4 | 7  | 14 | -7 | 6   |
| Eslovaquia | 5 | 0 | 5 | 8  | 15 | -7 | 5   |

- Resultados

| Fecha | Hora | Partido    | Partido | Partido    | Resultado |
| ----- | ---- | ---------- | ------- | ---------- | --------- |
| 08.09 |      | Alemania   | -       | Grecia     | 3-1       |
| 08.09 |      | Polonia    | -       | España     | 3-2       |
| 08.09 |      | Francia    | -       | Eslovaquia | 3-1       |
| 09.09 |      | España     | -       | Alemania   | 1-3       |
| 09.09 |      | Eslovaquia | -       | Polonia    | 2-3       |
| 09.09 |      | Grecia     | -       | Francia    | 1-3       |
| 10.09 |      | Alemania   | -       | Eslovaquia | 3-1       |
| 10.09 |      | Francia    | -       | España     | 3-1       |
| 10.09 |      | Polonia    | -       | Grecia     | 3-0       |

### Grupo F
| Equipo       | J | G | P | SG | SP | DS  | PTS |
| ------------ | - | - | - | -- | -- | --- | --- |
| Rusia        | 5 | 5 | 0 | 15 | 3  | +12 | 10  |
| Bulgaria     | 5 | 4 | 1 | 12 | 6  | +6  | 9   |
| Serbia       | 5 | 3 | 2 | 12 | 8  | +4  | 8   |
| Países Bajos | 5 | 2 | 3 | 10 | 12 | -2  | 7   |
| Italia       | 5 | 1 | 4 | 5  | 12 | -7  | 6   |
| Finlandia    | 5 | 0 | 5 | 2  | 15 | -13 | 5   |

- Resultados

| Fecha | Hora | Partido      | Partido | Partido      | Resultado |
| ----- | ---- | ------------ | ------- | ------------ | --------- |
| 08.09 |      | Rusia        | -       | Serbia       | 3-1       |
| 08.09 |      | Países Bajos | -       | Italia       | 3-1       |
| 08.09 |      | Finlandia    | -       | Bulgaria     | 0-3       |
| 09.09 |      | Italia       | -       | Rusia        | 0-3       |
| 09.09 |      | Bulgaria     | -       | Países Bajos | 3-1       |
| 09.09 |      | Serbia       | -       | Finlandia    | 3-0       |
| 10.09 |      | Rusia        | -       | Bulgaria     | 3-0       |
| 10.09 |      | Finlandia    | -       | Italia       | 0-3       |
| 10.09 |      | Países Bajos | -       | Serbia       | 1-3       |

## Ronda final
|  | Semifinales | Semifinales |   |          | Final         | Final |  |
|  |             |             |   |          |               |       |  |
|  |             |             |   |          |               |       |  |
|  |             |             |   |          |               |       |  |
|  | Polonia     | 3           |   |          |               |       |  |
|  | Bulgaria    | 0           |   |          |               |       |  |
|  |             |             |   |          |               |       |  |
|  |             |             |   |          |               |       |  |
|  |             |             |   |          | Polonia       | 3     |  |
|  |             | Francia     | 1 |          |               |       |  |
|  |             |             |   |          |               |       |  |
|  |             |             |   |          |               |       |  |
|  |             |             |   |          | Tercer Puesto |       |  |
|  |             |             |   |          |               |       |  |
|  | Rusia       | 2           |   | Bulgaria | 3             |       |  |
|  | Francia     | 3           |   |          | Rusia         | 0     |  |

### Semifinales
| Fecha | Hora | Partido | Partido | Partido  | Resultado |
| ----- | ---- | ------- | ------- | -------- | --------- |
| 12.09 |      | Polonia | -       | Bulgaria | 3-0       |
| 12.09 |      | Rusia   | -       | Francia  | 2-3       |

### Tercer lugar
| Fecha | Hora | Partido  | Partido | Partido | Resultado |
| ----- | ---- | -------- | ------- | ------- | --------- |
| 13.09 |      | Bulgaria | -       | Rusia   | 3-0       |

### Final
| Fecha | Hora | Partido | Partido | Partido | Resultado |
| ----- | ---- | ------- | ------- | ------- | --------- |
| 13.09 |      | Polonia | -       | Francia | 3-1       |

## Clasificación final
| 1. Polonia          |
| 2. Francia          |
| 3. Bulgaria         |
| 4. Rusia            |
| 5. Serbia           |
| 6. Alemania         |
| 7. Países Bajos     |
| 8. Grecia           |
| 9. España           |
| 10. Italia          |
| 11. Eslovaquia      |
| 12. Finlandia       |
| 13. Turquía         |
| 14. Estonia         |
| 15. Eslovenia       |
| 16. República Checa |

- Datos: Q240746
- Multimedia: 2009 Men's European Volleyball Championship cup / Q240746